# Euroliga de 2011–12
A Euroliga 2011-12 é a 12ª temporada da Euroliga. A final será em maio de 2012 no Sinan Erdem Dome, em Istambul.